# Pavel z Jenštejna
Pavel z Jenštejna († 18. prosince 1375) byl pražský měšťan a notář královské komory. Přídomek z Jenštejna začal používat v roce 1368 po koupi hradu Jenštejn.

## Život

### Narození a mládí
Není známo, kdy se Pavel narodil. Jeho otcem byl Jan z Kamenice (Kamenec ve Slezsku; nepravděpodobně Saská Kamenice)
, písař ve službách krále Jana Lucemburského (1315–1325), který se usadil v Praze. Vedle Pavla měl Jan z Kamenice ještě syny Michala a Jana Očka, pozdější pány z Vlašimi, a dceru Kateřinu. I Pavlovi někteří autoři přisuzovali přídomek z Vlašimi, v soudobých pramenech se tak nepsal. Do doby, než získal hrad Jenštejn, to byl Pavel z Prahy.

### Notář královské komory
Pavel měl velmi dobré vztahy s císařem Karlem IV. V letech 1351 až 1374 byl notářem královské komory, vedl císaři účty a zřejmě mu i půjčoval peníze. Císař Karel o něm mluvil jako o Paulo de Praga, camere nostro notario, fideli et familiari nostro dilecto (Pavel z Prahy, notář naší komory, náš drahý věrný a blízký).
V Praze Pavel vlastnil několik domů. V nedávno založeném Novém Městě pražském měl výstavné sídlo mezi tehdejším křižovnickým klášterem na Zderaze (po zrušení kláštera zde stojí areál budov ČVUT) a řekou Vltavou. V něm patrně vedl celou finanční agendu a zde býval hostem i císař. Kromě toho mu patřil dům č. 748/I v Kozí ulici (na Kozím náměstí) na Starém Městě, dále domy v Dlouhé třídě, Hrnčířské ulici, v Kanovnické ulici na Hradčanech a dům, který zřejmě zdědil po svém tchánu Leublinovi. Vedle pražských nemovitostí a hradu Jenštejna měl ještě další statky na venkově, např. v Plaňanech, Kročehlavech, Hospozínu, Předboji, Korycanech aj.

### Rodina

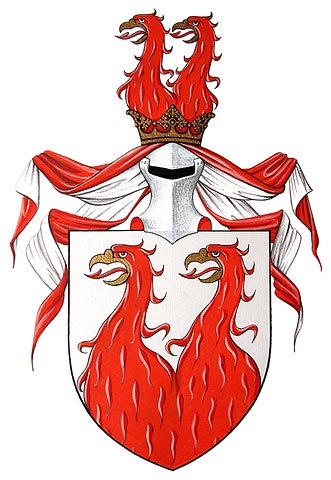
Erb pánů z Jenštejna (ve stříbrném štítě dvě červené supí hlavy se zlatými zobáky).

Pavlovou manželkou byla Markéta, dcera královského písaře Leublina. Měli spolu šest dětí: Martina, Jana, Pavla, Václava, Kateřinu a Annu. O Martinovi je v pramenech jen málo zmínek, poslední z roku 1380. Jan získal skvělé vzdělání na několika univerzitách, stal se míšeňským biskupem a později třetím pražským arcibiskupem. Kateřina se provdala za vyšehradského purkrabího Menharta Olbramova, zakladatele rodu zemanů ze Škvorce; jejich syn po Janovi z Jenštejna později převzal arcibiskupský úřad. Pavel měl s manželkou Anežkou syna, díky čemuž nově vzniklý rod pánů z Jenštejna nevymřel po meči a udržel se až do začátku 16. století. Václav byl proboštem při kostele svatého Kryštofa v Týnu nad Vltavou a Anna se stala řeholnicí v augustiniánském klášteře svaté Kateřiny na Novém Městě pražském.